# Friedrich Silcher
Philipp Friedrich Silcher (Schnait, 27 giugno 1789 – Weinstadt, 26 agosto 1860) è stato un compositore tedesco, noto soprattutto per il suo lied (canzoni), inoltre e un importante collettore di canto popolare.

## Biografia
Silcher doveva essere un insegnante di scuola, ma si è dedicato interamente alla musica nel seminario di Ludwigsburg dopo aver incontrato il compositore Carl Maria von Weber. Gli fu insegnato la composizione, in particolare, di pianoforte dei compositori Konradin Kreutzer e Johann Nepomuk Hummel.
Nel 1817 fu nominato direttore musicale presso l'Università di Tubinga. È considerato uno dei più importanti protagonisti del canto corale. Organizzò molte canzoni popolari tedesche e internazionali, che ancora oggi rimangono nel repertorio standard di molti cori in Germania, ed è divenuto una parte integrante della vita quotidiana tedesca. Nel 1829 fondò la Silcher "Akademische Liedertafel" a Tubinga, diretto fino alla sua morte.
Era sposato con Luise Rosine Ensslin (6 settembre 1804 a Tubinga -. 17 giugno 1871 ibid). Hanno avuto due figlie e un figlio.
Una varietà di vino è stato chiamato in suo onore. L'asteroide 10055 Silcher porta anche esso il nome del compositore.

## Opere
- Ich hatt' einen Kameraden;
- Alle Jahre wieder;
- Am Brunnen vor dem Tore (Versione originale di Schubert, meglio conosciuto nell'adattamento di Silcher);
- Die Lorelei;
- Abschied (Muss i' denn zum Städtele hinaus), che è stato adattato dal singolo Wooden Heart.